# Xã East Bethlehem, Quận Washington, Pennsylvania
Xã East Bethlehem (tiếng Anh: East Bethlehem Township) là một xã thuộc quận Washington, tiểu bang Pennsylvania, Hoa Kỳ. Năm 2010, dân số của xã này là 2.354 người.